# Centre Esportiu Vilassar de Dalt
El Centre Esportiu Vilassar és el club de futbol més important de Vilassar de Dalt. Té un total de 280 socis. Fou fundat l'any 1921 a partir de la fusió dels dos equips que hi havia al poble, l'Esbart i el Centro de Sports.
Per la Festa Major de 1947 s'inaugurà l'antic estadi del Vilassar, un camp de sorra, que el 2006 deixà pas al nou camp de Vallmorena, de gespa artificial i amb una capacitat aproximada per a 2000 persones. Annex al camp de futbol-11 hi ha un camp de futbol-7, també de gespa artificial. Les instal·lacions esportives compten a més amb una cabina radiofònica fixa, 8 vestidors, un bar i un aparcament.
El club té un total de 200 jugadors, des de pre-benjamí fins al primer equip. A la temporada 2011-2012 el club aconseguí un ascens històric a Primera divisió catalana de futbol.

## Actual equip
El 24 de juliol de 2014.
| N. | Pos. | Nac. | Jugador        |
| -- | ---- | --- | -------------- |
| —  | POR  | [[Fitxer:Flag of Catalonia.svg\|23x15px\|border \|alt=Catalunya\|link=Selecció de futbol de Catalunya\|{{#if:\|]]                                    | Joaquin Ortega |
| 4  | DEF  | [[Fitxer:Flag of the Dominican Republic.svg\|23x15px\|border \|alt=República Dominicana\|link=Selecció de futbol de República Dominicana\|{{#if:\|]] | Edu            |
| —  | DEF  | [[Fitxer:Flag of Catalonia.svg\|23x15px\|border \|alt=Catalunya\|link=Selecció de futbol de Catalunya\|{{#if:\|]]                                    | Xavi Tierz     |
| —  | DEF  | [[Fitxer:Flag of Catalonia.svg\|23x15px\|border \|alt=Catalunya\|link=Selecció de futbol de Catalunya\|{{#if:\|]]                                    | Jaume Turon    |

| N. | Pos. | Nac. | Jugador         |
| -- | ---- | --- | --------------- |
| —  | MIG  | [[Fitxer:Flag of Catalonia.svg\|23x15px\|border \|alt=Catalunya\|link=Selecció de futbol de Catalunya\|{{#if:\|]] | Esteve Forgas   |
| —  | MIG  | [[Fitxer:Flag of Catalonia.svg\|23x15px\|border \|alt=Catalunya\|link=Selecció de futbol de Catalunya\|{{#if:\|]] | Pol Gisbert     |
| —  | DAV  | [[Fitxer:Flag of Catalonia.svg\|23x15px\|border \|alt=Catalunya\|link=Selecció de futbol de Catalunya\|{{#if:\|]] | Christian Muñoz |
| —  | DAV  | [[Fitxer:Flag of Catalonia.svg\|23x15px\|border \|alt=Catalunya\|link=Selecció de futbol de Catalunya\|{{#if:\|]] | Adri Domingo    |